# Piet Schoenmakers
Piet Schoenmakers (* 24. Juni 1919 in Roermond; † 10. April 2009) war ein niederländischer Meister der abstrakten Kunst.
Piet Schoenmakers erhielt seine Ausbildung an der Tekenschool voor Nuttige en Beeldende Kunsten in Roermond und an der Rijksakademie van beeldende kunsten in Amsterdam.
Im Jahr 1941 wurde er mit dem Prix de Rome ausgezeichnet.

## Ausstellungen
- 1984 – Stedelijk Museum, Roermond
- 1985 – Trajecta, Maastricht
- 1985 – Galerie Signe, Heerlen
- 1985 – Galerie Krikhaar, Amsterdam
- 1985 – Cultureel Centrum, Venray
- 1986 – Galerie de Nieuwe Slof, Beverwijk
- 1986 – Galerie Het Mondriaanhuis, Winterswijk
- 1988 – Galerie Spreuwenberg, Herkenbosch
- 1989 – Galerie Lia Haenen, Amsterdam
- 1991 – Kritzraedthuis, Sittard
- 2005 – Galerie DZD Art, Roermond
- 2005 – Kunstverein Jülich

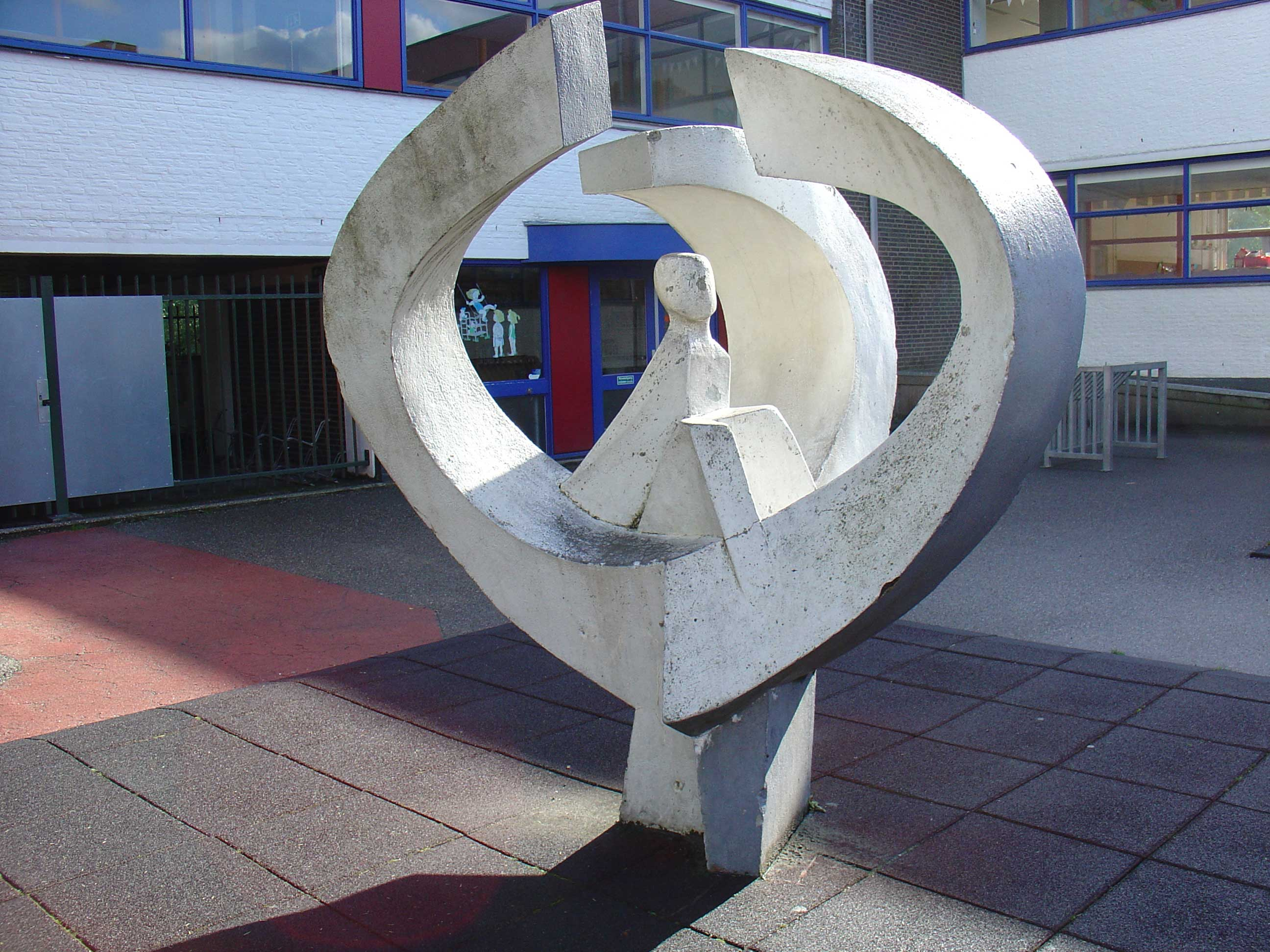
Bloem (1965)
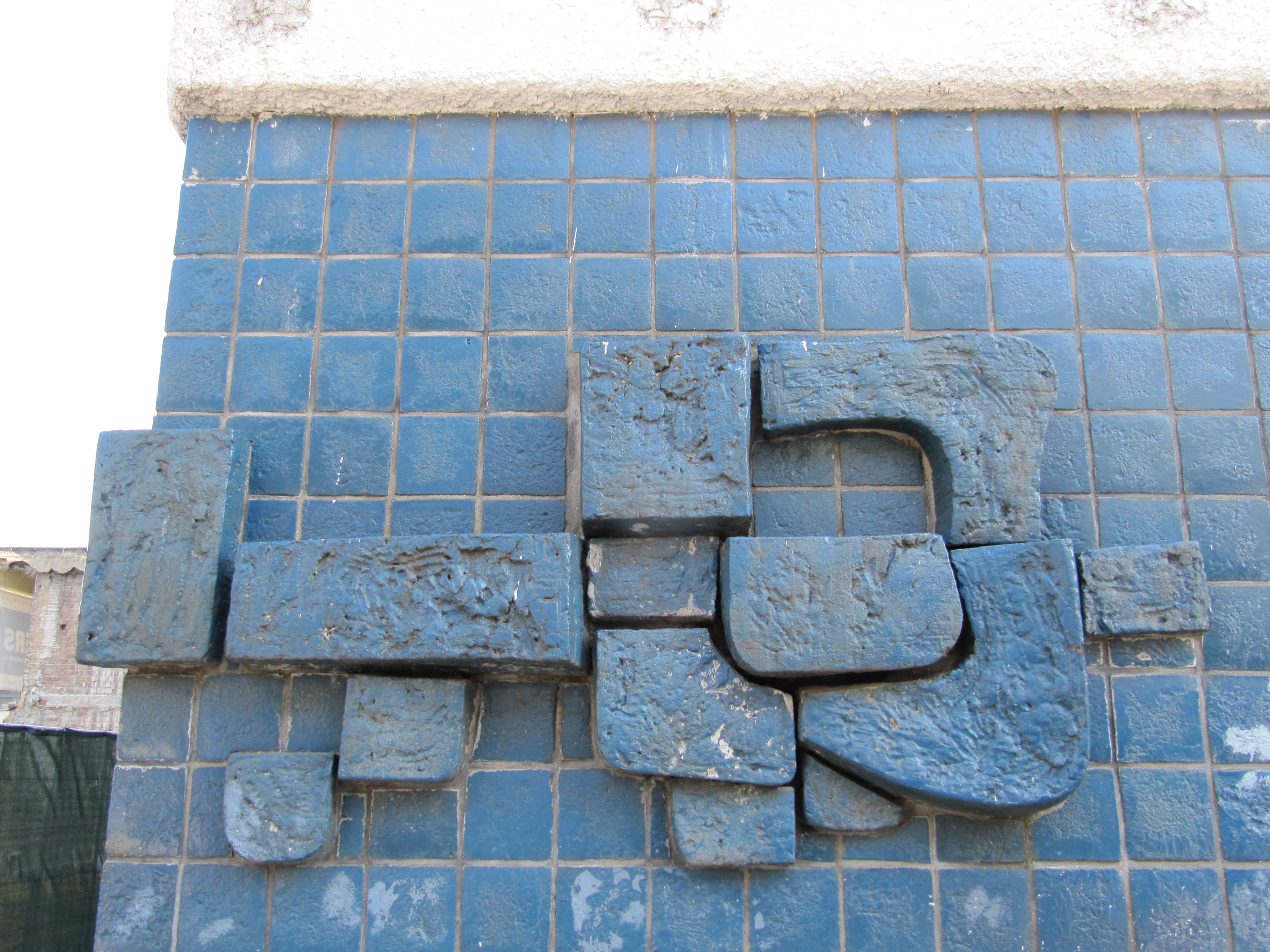
Reliëf (1975)
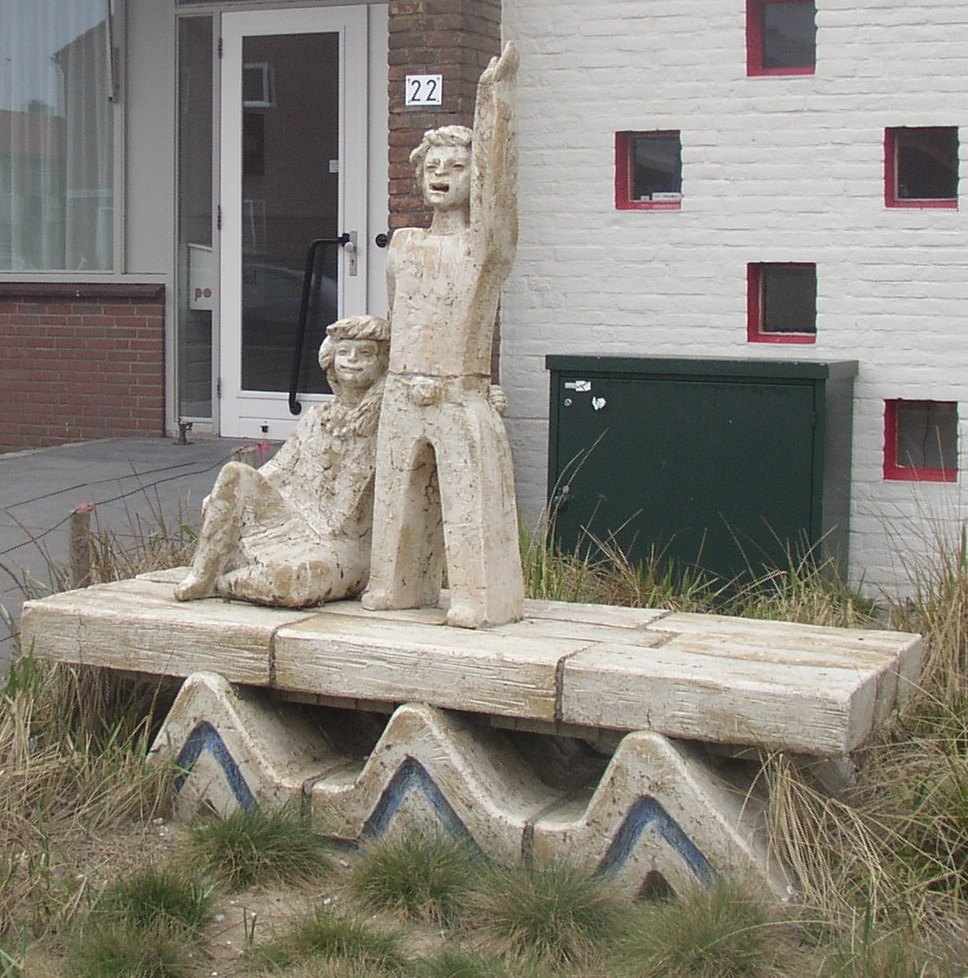
Zeetje houen (1975)
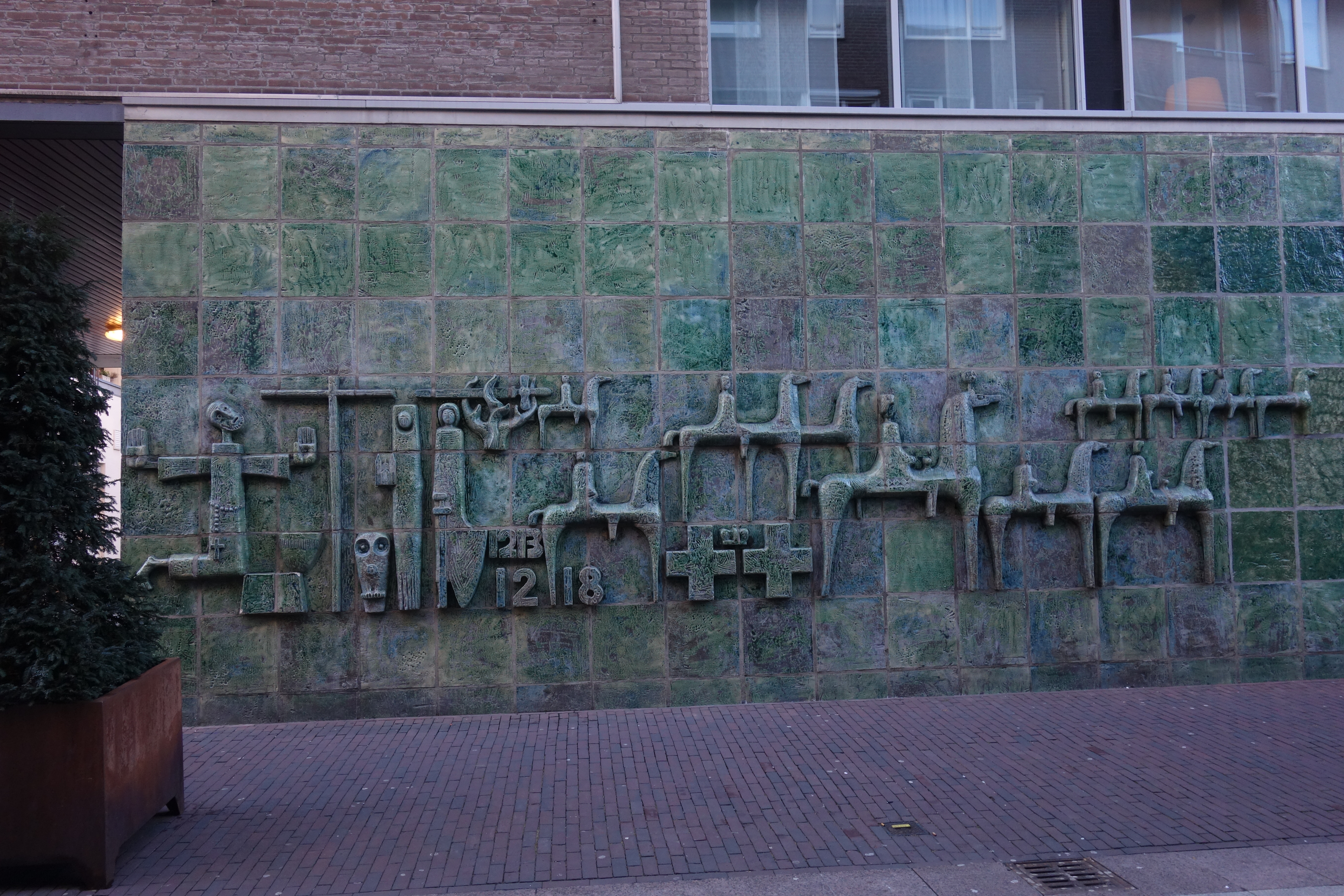
Reliëf ABN-AMRO Bank Roermond (1977)

## Veröffentlichung
- „Piet Schoenmakers“ – Monografie, Ed Wingen, Amsterdam

| Personendaten    | Personendaten             |
| ---------------- | ------------------------- |
| NAME             | Schoenmakers, Piet        |
| KURZBESCHREIBUNG | niederländischer Künstler |
| GEBURTSDATUM     | 24. Juni 1919             |
| GEBURTSORT       | Roermond                  |
| STERBEDATUM      | 10. April 2009            |